# Acritus cooteri
Acritus cooteri är en skalbaggsart som beskrevs av Yves Gomy 1999. Acritus cooteri ingår i släktet Acritus och familjen stumpbaggar. Inga underarter finns listade i Catalogue of Life.